# トライアウト
トライアウト（tryout）とは、本来は適性検査・試験興行を意味する。一般にスポーツ競技の団体に加入を希望する選手が、団体関係者の前で自己の能力をアピールし、契約を目指す場のことをいう。
スカウトとの違いは、スカウトではチームが才能ある人材を探すのに対し、トライアウトでは自身の才能をチームやスカウトにアピールする点であり、オーディションや採用試験に近い。

## 概要
トライアウトを上記のように定義づけると、個々の選手が各チームのキャンプを訪ねて行う、いわゆる「入団テスト」も含まれるが、日本で通常「トライアウト」と呼ぶ場合は、複数チームあるいは団体による「合同トライアウト」を指すことが多い（チーム主催のものは「チームトライアウト」と呼ぶ場合がある）。
また、ゴルフやボウリング、ボクシング、プロレスなどの「プロテスト」とも意味合いは異なる。
通常は選手の採用で行われるが、茨城アストロプラネッツでは2022年に監督のトライアウトを実施した。
北米では「テスティング・コンバイン（testing combine）」または単に「コンバイン」の呼称が定着している。

## 主なトライアウト
自由契約選手対象
- 12球団合同トライアウト（NPB）
- Jリーグ合同トライアウト（Jリーグ）

全希望者対象
- bjリーグ合同トライアウト（bjリーグ）
- 野球独立リーグ
- ジャパンウィンターリーグ（野球）
- ワールドトライアウト
- トップリーグトライアウト（トップリーグ）

一部希望者対象
- WJBLトライアウト
- K-1ジャパントライアウト
- 戦極育成選手トライアウト（SRC）
- 女子プロ野球トライアウト

## スポーツ競技以外の用途
トライアウトは本来、適性検査や試験・実用化検証評価を意味するため、他業界・目的でも用いられる用語でもある。例として、以下が挙げられる。
- 研究成果を実用化するための研究をトライアウトと称することがある。[1]
- 金属塑性加工分野では、特にプレス成型金型などでは型作成後、実際に金属を塑性加工してそれを評価しながら、磨きや切削・平面度調整などの微調整、すなわち型の試験押しや調整をを繰り返すのが必須であるが、この工程をトライアウトと称する[2]。本工程専用のプレスマシンも上市されている[3]。